# Гастеропелециди
Гастеропелецидите (Gasteropelecidae) са семейство актиноптери от разред Харацидоподобни (Characiformes).
Таксонът е описан за пръв път от Питер Блекер през 1859 година.

## Родове
- Carnegiella
- Gasteropelecus
- Thoracocharax